# Spartaco (filme)
Spartaco é um filme italiano de 1953 gêneros épico, aventura e ficção histórica, dirigido por Riccardo Freda, com duração de 1h46min.

## Sinopse
Espártaco, uma escravo de origem trácia, escapa da servitude, mas volta e lidera uma revolta dos gladiadores. Ele é ferido e se apaixona por Sabina, filha do seu antigo mestre Licínio Crasso.

## Elenco
- Massimo Girotti ...  Espártaco [2]
- Ludmilla Tchérina ...  Amitys
- Yves Vincent ...  Ocnomas
- Gianna Maria Canale ...  Sabina Crasso [2]
- Carlo Ninchi ...  Marco Licínio Crasso
- Vittorio Sanipoli ...  Marco Virilio Rufo
- Carlo Giustini ...  Artorige
- Umberto Silvestri ...  Lêntulo Batiato
- Teresa Franchini ...  Mãe de Espártaco